# Amegilla paradoxa
Amegilla paradoxa är en biart som beskrevs av Brooks 1988. Amegilla paradoxa ingår i släktet Amegilla och familjen långtungebin. Inga underarter finns listade i Catalogue of Life.